# Procaedicia notata
Procaedicia notata är en insektsart som beskrevs av Heinrich Hugo Karny 1926. Procaedicia notata ingår i släktet Procaedicia och familjen vårtbitare. Inga underarter finns listade i Catalogue of Life.